# ブー・ラドリーズ
ザ・ブー・ラドリーズ（The Boo Radleys）は、イングランド・ウォラシー出身のオルタナティヴ・ロック・バンド。

## 来歴
1988年結成。1990年に地元のインディー・レーベルから、ミニ・アルバム『Ichabod and I』を発表しデビュー。プレスからはマイ・ブラッディ・ヴァレンタインなどを中心とした当時のシューゲイザー・バンドのひとつとみなされていた。このアルバム発表後、ドラムのスティーヴ・ヒューイットが脱退（後にプラシーボに加入）、後任としてロブ・シーカが加入。
クリエイション・レコーズと契約し、1992年に初のフル・アルバム『エヴリシングズ・オールライト・フォーエヴァー』をリリース。続く1993年の『ジャイアント・ステップス』（タイトルはジョン・コルトレーンの同名アルバムが由来）では、レゲエやハウス、フォーキーなサウンドを取り入れ、『NME』誌のアルバム・オブ・ザ・イヤーを獲得するなど高い評価を得る。セールス的にも全英アルバムチャート17位とブレイクの兆しを見せる。
1995年には、シングル「ウェイク・アップ・ブー!」がトップ10ヒットとなり、ブリットポップの幕開けを告げた。同年発表のアルバム『ウェイク・アップ!』では、ハーモニーやホーン・セクションをも導入し、リヴァプールの伝統を感じさせるポップ・サウンドへと方向転換。これが功を奏し、アルバムは全英1位を獲得。
1996年、『カモン・キッズ』を発表するも、全英20位と失速。1998年のアルバム『キングサイズ』では、ブレイクビーツを取り入れるなど新たな一面を見せたものの、かつてのような評価を得ることなく全英62位に沈み、翌年、突然の解散を発表した。
2021年、再結成を果たしシングルを発表。翌年にはアルバムも発表している。
2025年、「ラザロス (Lazarus）」がテレビアニメ『LAZARUS ラザロ』のエンディング曲に使用された。渡辺信一郎監督にインスピレーションを与え、作品タイトルにも使用された。

## 「ウェイク・アップ・ブー!」
- 彼らの代表曲「ウェイク・アップ・ブー!」は、「史上もっとも気分が良くなる曲」として認定されるなど、バンド以上に知名度の高い曲である[5]。イントロの部分が番組のBGMとして使われることが多く、日本では『きよしとこの夜』のテーマソングとしても使用されていた。
- 1995年に日本国内で深夜に放送されていた音楽番組『BEAT UK』(フジテレビ)でもUKシングルチャートでナンバー1を獲得。

## ディスコグラフィ

### スタジオ・アルバム
- Ichabod and I (1990年、Action)
- 『エヴリシングズ・オールライト・フォーエヴァー』 - Everything's Alright Forever (1992年、Creation)
- 『ジャイアント・ステップス』 - Giant Steps (1993年、Creation)
- 『ウェイク・アップ!』 - Wake Up! (1995年、Creation)
- 『カモン・キッズ』 - C'mon Kids (1996年、Creation)
- 『キングサイズ』 - Kingsize (1998年、Creation)
- 『キープ・オン・ウィズ・フォーリング』 - Keep on with Falling (2022年、Boostr)

### コンピレーション・アルバム
- 『ラーニング・トゥ・ウォーク』 - Learning to Walk (1992年、Rough Trade)
- Find the Way Out (2005年、Castle Music)
- The Best of the Boo Radleys (2007年、Camden)

### EP
- Kaleidoscope (1990年、Rough Trade)
- Every Heaven (1991年、Rough Trade)
- Boo Up! (1991年、Rough Trade)
- Adrenalin (1992年、Creation) ※米コロムビアで「Lazy Day」プロモとされていた
- Boo! Forever (1992年、Creation) ※チャートでは「Does This Hurt」「Boo! Forever」のダブルA面扱い
- "A full Syringe and Memories of You" (2021年、Boostr)

### シングル
- "Lazy Day" (1992年)
- "Does this Hurt?" (1992年)
- 「ラザロス」 - "Lazarus" (1992年)
- "I Hang Suspended" (1993年)
- 「ウィッシュ・アイ・ワズ・スキニーEP」 - "Wish I Was Skinny" (1993年)
- "Barney (...and Me)" (1994年)
- 「ラザロス (リミックス)」 - "Lazarus" (1994年) ※再リリース
- 「ウェイク・アップ・ブー!」 - "Wake Up Boo!" (1995年)
- "Find the Answer Within" (1995年)
- 「イッツ・ルル」 - "It's Lulu" (1995年)
- 「フロム・ザ・ベンチ・アット・ベルヴァディア」 - "From the Bench at Belvidere" (1995年)
- 「ホワッツ・イン・ザ・ボックス?」 - "What's in the Box (See Whatcha Got)" (1996年)
- "C'mon Kids" (1996年)
- "Ride the Tiger" (1997年)
- "Free Huey" (1998年)
- "A full Syringe and Memories of You" (2021年)
- "I've Had Enough I'm Out" (2021年)